# Naphthylgruppe

Verbindungen mit einem Naphthyl-Rest (blau) mit R = Organyl-Rest (Alkyl-Rest, Aryl-Rest, Acyl-Rest etc.), Halogen, Hydroxy-Rest, Metall etc.: 1-Naphthylrest (links) und der isomere 2-Naphthylrest (rechts).

Als Naphthylgruppe bezeichnet man in der organischen Chemie den Naphthalinrest, also eine einbindige Atomgruppe, die sich von dem aromatischen Kohlenwasserstoff Naphthalin ableitet, also die Atomgruppe –C10H7. Es gibt zwei isomere Naphthylgruppen, den 1-Naphthylrest (früher auch α-Napthylrest genannt) und den 2-Naphthylrest (β-Naphthylrest).
Zusammen mit der Phenylgruppe und anderen aromatischen Resten bilden die Naphthylgruppen die Gruppe der Arylrgruppen.
Beispiele für Verbindungen mit Naphthylgruppen sind die Naphthole, also 1-Naphthol und 2-Naphthol, sowie die Naphthylamine, 1-Naphthylamin und 2-Naphthylamin.